# Доменіко Венеціано
Доменіко Венеціано (італ. Domenico Veneziano; Венеція, 1410 — Флоренція, 15 травня 1461) — італійський художник раннього Відродження. Повне ім'я — Доменіко ді Бартоломео да Венеція.

## Біографія
Про народження Доменіко відомо дуже мало, хоча, як вважають, він народився близько 1410 року у Венеції. Потім він переїхав до Флоренції, щоб стати учнем Джентіле да Фабріано, де і продовжував працювати до самої смерті. Кажуть, що він працював з Пізанелло в Римі у 1423—1430 роках.
У 1439 році він їде до Флоренції, де спільно з П'єро делла Франческа розписує фреску в церкві госпіталю Санта-Марія-Нуова. У 1445 році художник з невідомої причини припиняє працювати. Пізніше його фрески завершують Алессо Бальдовінетті в 1461 і Андреа дель Кастаньйо в 1451—1453 роках. Весь цей цикл був знищений в XVIII столітті.
Згідно Вазарі після завершення роботи над вівтарем Маньолі в 1447 році, художник вирушає в область Марке, де спільно з П'єро делла Франческа працює над фресками церкви Санта-Марія в Лорето. Через епідемію чуми Доменіко покидає Марке і повертається до Флоренції. Фрески не були завершені, і тому пізніше їх знищили.
Остання відома робота художника — фреска в каплиці Кавальканті, пізніше в церкві Санта-Кроче. У 1566 році церкву перебудували, а фреску перенесли зі стіни.

## Роботи

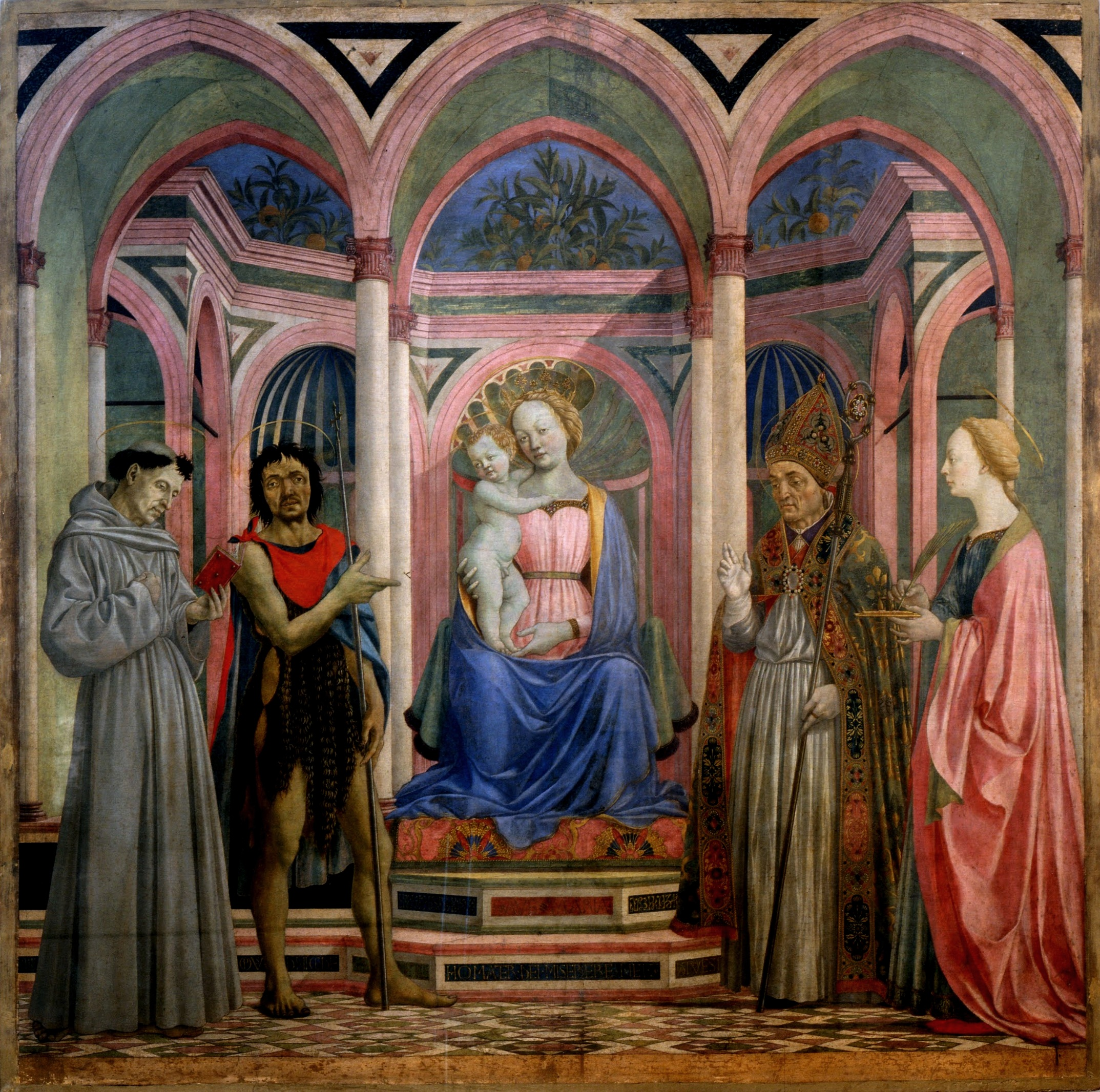
Мадонна із немовлям зі святими, 1445. Галерея Уффіці, Флоренція.

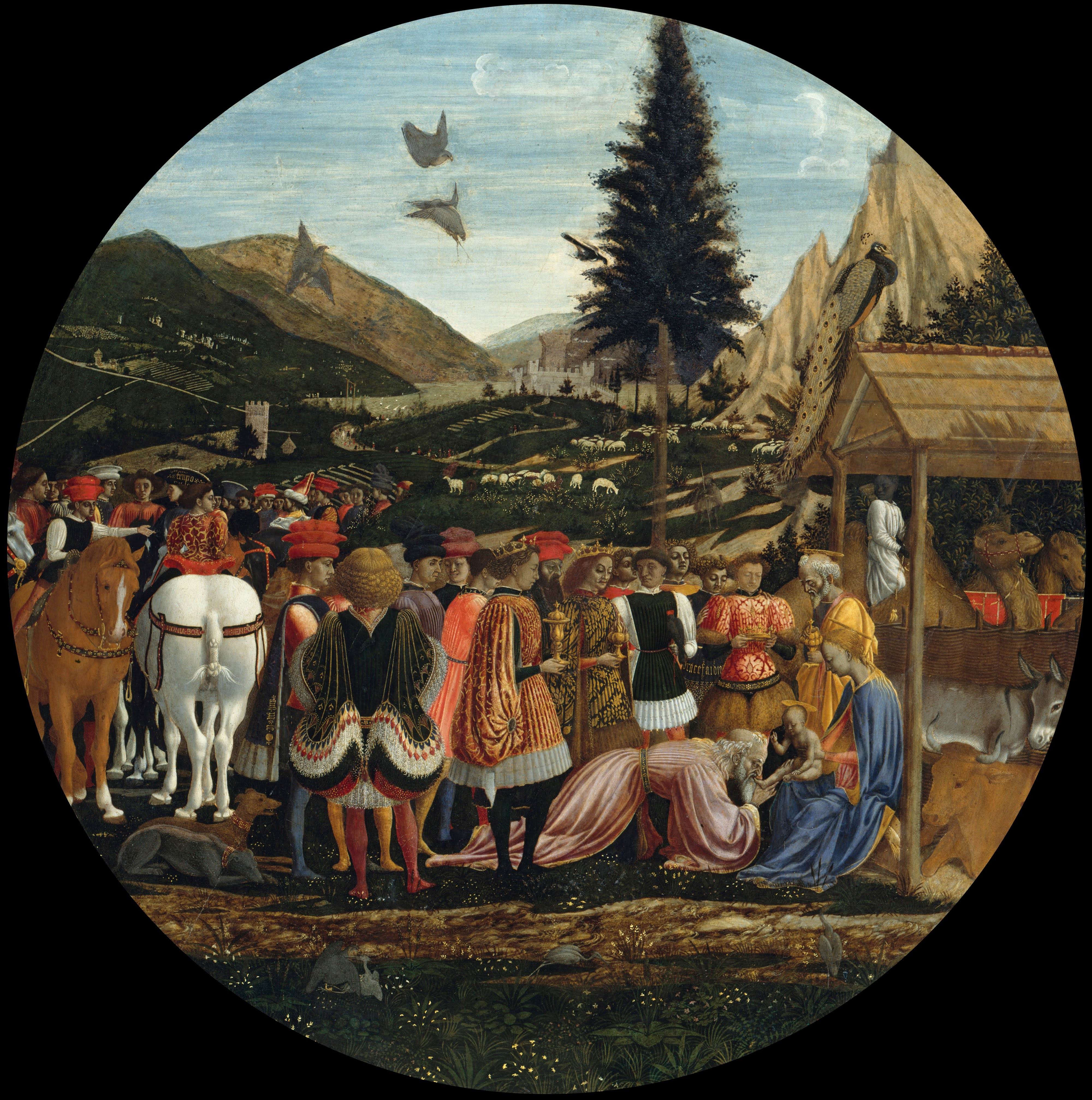
Поклоніння волхвів, Берлінська картинна галерея

- «Мадонна з немовлям», 1432-1437, темпера на дошці, 86×61 см, Флоренція, Villa I Tatti
- «Мадонна дель Розето», 1432-1437, темпера на дошці, 80,8×53,2 см, Бухарест, Національний музей мистецтв Румунії
- «Історії Богородиці», 1440, фрагменти фресок та синопії, Флоренція, Монастир Санта-Аполлонія
- «Поклоніння волхвів», 1439-1441, темпера на дошці, діам. 84 см, Берлін, Берлінська картинна галерея
- Табернакль Карнезеккі, 1440-1444, темпера на дошці, Лондон, Лондонська Національна галерея
  - «Мадонна з немовлям та Господнє благословлення», 241×120 см
  - «Святий без бороди», 43×35,5 см
  - «Святий із бороди», 43x35,5 см
- «Вівтар святої Лучії у магноліях» («Вівтар Санта-Лучія-дей-Магнолі»), 1445-1447, темпера на дошці, 210×215 см, Флоренція, Галерея Уффіці
  - «Святий Франциск отримує стигмати», 26,7×30,5 см, Вашингтон, Національна галерея мистецтва
  - «Іоанн Хреститель у пустелі», 28,4×31,8 см, Вашингтон, Національна галерея мистецтва
  - «Благовіщення», 27×54 см, Кембридж, Музей Фіцвільяма
  - «Чудо святого Зиновія», 28×32 см, Кембридж, Музей Фіцвільяма
  - «Мучеництво святої Лучії», 25×29 см, Берлін, Берлінська картинна галерея
- «Мадонна з немовлям», 1445-1450 , темпера на дошці, 83×57 см, Вашингтон, Національна галерея мистецтва
- «Святі Іоанн Хреститель і Франциск», 1454, фреска, 190×115 см, Флоренція, Музей Санта-Кроче